# Zalesie (Składowice)
Zalesie – przysiółek wsi Składowice w Polsce, położony w województwie dolnośląskim, w powiecie lubińskim, w gminie Lubin.
W latach 1975–1998 przysiółek administracyjnie należał do województwa legnickiego.